# Polygala citrina
Polygala citrina är en jungfrulinsväxtart som beskrevs av M. Thulin. Polygala citrina ingår i släktet jungfrulinssläktet, och familjen jungfrulinsväxter. Inga underarter finns listade i Catalogue of Life.